# Бойовий дурень (фільм, 1932)
«Бойовий дурень» (англ. The Fighting Fool) — американський вестерн режисера Ламберта Гілльйєра 1932 року.

## Синопсис
Шериф Тім вбиває брата Кріпа під час виконання службових обов'язків, і тепер Кріп жадає помсти.

## У ролях
- Тім Маккой — шериф Тім Коллінз
- Марселін Дей — Джудіт
- Вільям В. Монг — дядько Джон Лайман
- Роберт Елліс — Кріп Мейсон
- Артур Ренкен — Бад Коллінз
- Дороті Ґрейнджер — Ніна
- Гаррі Тодд — заступник Гоппе
- Боб Кортман — бандит Чарлі
- Етель Вельс — тітка Джейн
- Том Бей — офіціант
- Дік Дікінсон - підручний (в титрах не вказано)